# Campionati europei di tuffi 2013 - Piattaforma 10 metri sincro femminile
La gara della piattaforma sincro da 10 metri femminile dei campionati europei di tuffi 2013 è stata disputata il 20 giugno 2013 presso la Piscina Nettuno di Rostock in Germania e vi hanno partecipato 5 coppie di atleti. Il turno preliminare si è svolto al mattino e la finale ha avuto luogo nel pomeriggio.

## Medaglie
| Posizione | Atleta                              | Paese         |
| --------- | ----------------------------------- | ------------- |
| Oro       | Julija Koltunova Natal'ja Gončarova | Russia        |
| Argento   | Tonia Couch Sarah Barrow            | Gran Bretagna |
| Bronzo    | Maria Kurjo Julia Stolle            | Germania      |

## Risultati
| Pos. | Atlete                                | Nazionalità   | Eliminatorie | Eliminatorie | Finale | Finale |
| Pos. | Atlete                                | Nazionalità   | Punti        | Pos.         | Punti  | Pos.   |
| ---- | ------------------------------------- | ------------- | ------------ | ------------ | ------ | ------ |
|      | Julija Koltunova Natal'ja Gončarova   | Russia        | 293.52       | 2            | 315.66 | 1      |
|      | Tonia Couch Sarah Barrow              | Gran Bretagna | 301.32       | 1            | 306.24 | 2      |
|      | Maria Kurjo Julia Stolle              | Germania      | 275.883      | 5            | 299.16 | 3      |
| 4    | Viktoriya Potyekhina Julija Prokopčuk | Ucraina       | 268.80       | 4            | 294.42 | 4      |
| 5    | Villő Kormos Zsófia Reisinger         | Ungheria      | 253.80       | 5            | 266.64 | 5      |